# Det stumme vidne
Det stumme vidne er en amerikansk stumfilm fra 1918 af Herbert Blaché.

## Medvirkende
- Edith Storey - Nan McDonald
- Frank R. Mills - John Lowery
- Joseph Kilgour - Clifford Beresford
- Lila Leslie - Mary Lowery
- Mathilde Brundage - Elton